# Christos Mylordos
Christos Mylordos (Grieks: Χρίστος Μυλόρδος) (Nicosia, 30 april 1991) is een Cypriotisch zanger. Hij won op 10 september 2010 de talentenjacht Performance, de Cypriotische versie van X Factor met het nummer Love supreme van Robbie Williams. Met 11.004 stemmen bleef hij Louis Panagiotou (5924 punten), die Cyprus vertegenwoordigde op het Junior Eurovisiesongfestival 2006, ruim voor. Als gevolg hiervan mocht hij zijn land vertegenwoordigen op het Eurovisiesongfestival 2011, in Duitsland met het liedje San aggelos s'agapisas. Hij wist zich daar evenwel niet te plaatsen voor de finale.
1981: Island · 
1982: Anna Vissi · 
1983: Stavros & Konstandina · 
1984: Andy Paul · 
1985: Lia Vissi · 
1986: Elpida · 
1987: Alexia · 
1989: Fani Polymeri & Yiannis Savvidakis · 
1990: Haris Anastasiou · 
1991: Elena Patroklou · 
1992: Evridiki · 
1993: Zimboulakis & Van Beke · 
1994: Evridiki · 
1995: Alexandros Panayi · 
1996: Constantinos Christoforou · 
1997: Hara & Andreas Konstantinou · 
1998: Michalis Hatzigiannis · 
1999: Marlain · 
2000: Voice · 
2002: One · 
2003: Stelios Konstantas · 
2004: Lisa Andreas · 
2005: Constantinos Christoforou · 
2006: Annet Artani · 
2007: Evridiki · 
2008: Evdokia Kadi · 
2009: Christina Metaxa · 
2010: Jon Lilygreen & The Islanders · 
2011: Christos Mylordos · 
2012: Ivi Adamou · 
2013: Despina Olympiou · 
2015: Giannis Karagiannis · 
2016: Minus One · 
2017: Hovig · 
2018: Eleni Foureira · 
2019: Tamta · 
2021: Elena Tsagrinou · 
2022: Andromache · 
2023: Andrew Lambrou · 
2024: Silia Kapsis · 
2025: Theo Evan